# Gaienhofen
Gaienhofen est une commune située dans la partie méridionale de l'Allemagne, sur les rives du Bodensee, ou « Lac de Constance ».
Elle fait partie de l'arrondissement de Constance, dans le land de Bade-Wurtemberg.

## Histoire
La commune doit son existence à la réunion de quatre villages en 1974 : Gaienhofen, Gundholzen, Hemmenhofen et Horn.

## Tourisme
Les principaux lieux touristiques sont, en dehors des rives de la Bodensee, le « Bürgerhaus » (Maison municipale), le château de Gaienhofen, l'église St.Johann der Täufer und Veit de Horn ou encore le Hermann-Hesse-Höri-Museum, et son couloir vouté tout de noir frappé.

## Jumelages
- Saint Georges de Didonne (France)
- Balatonföldvár (Hongrie)

## Personnalités liées à la ville
- Hugo Erfurth (1874-1948), photographe mort à Gaienhofen.
- Helmuth Macke (1891-1936), peintre mort à Hemmenhofen.
- Hermann Hesse (1877-1962), Prix Nobel de littérature en 1946, y habita huit ans avec sa première épouse, de 1904 à 1912, d'abord durant trois ans dans une maison qu'il loua, et où il reçut le jeune Stefan Zweig, puis dans une maison qu'il fit construire par un ami bâlois, l'architecte Hindermann, sur un terrain qu'il avait acheté.
- Otto Dix (1891–1969), peintre et graveur allemand s'installa en 1936 à Hemmenhofen.